# السيكاري

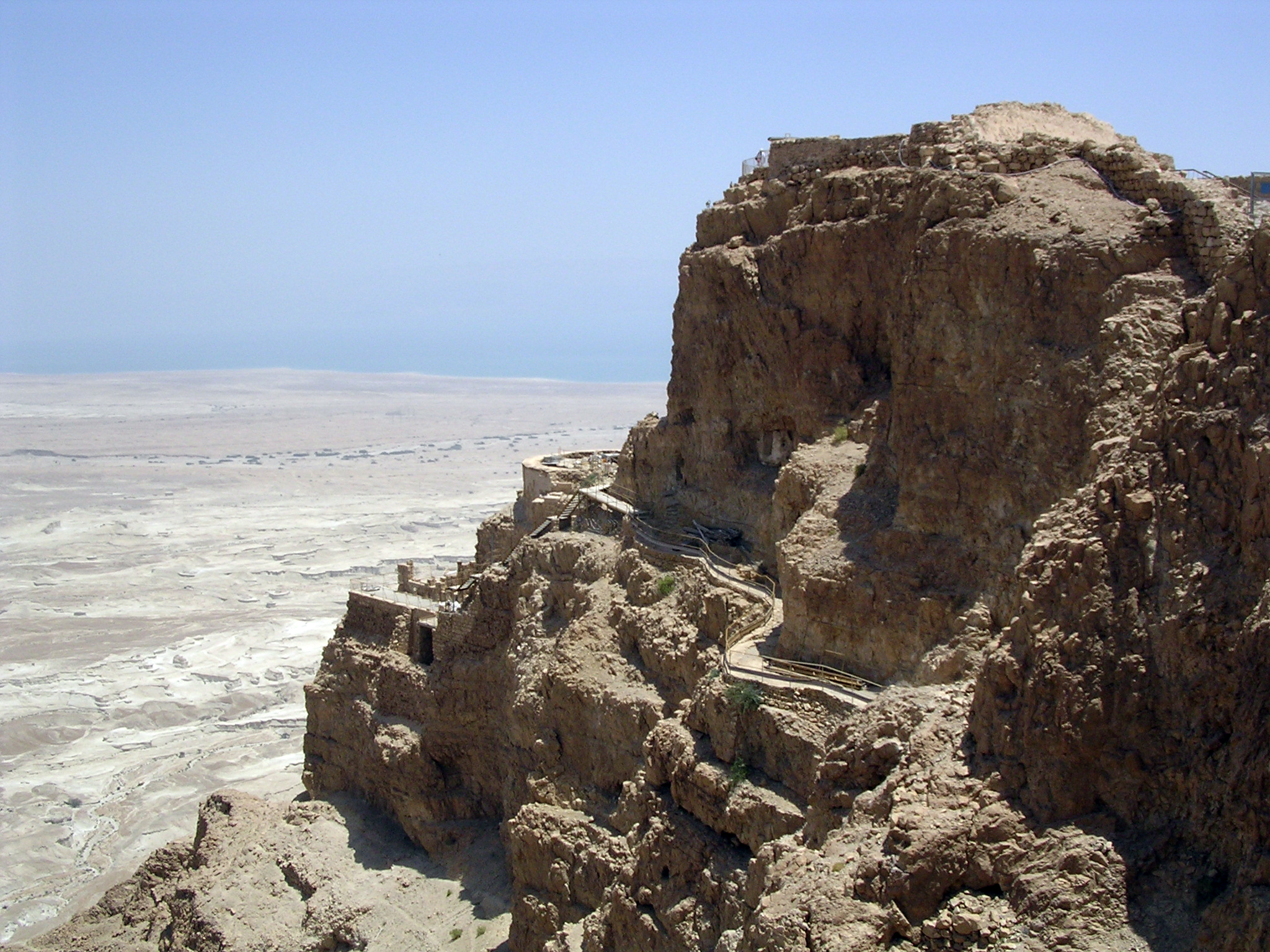

هي حركة دينية سياسية انشأها يهوذا الجليلي في الفترة بين عامي 66 و 70 بعد الميلاد، أطلق عليها اسم سيكاري وهم يمثلون الاتجاه الأصولي السياسي لليهودية وتضم هذه الحركة مجموعة من اليهود المتطرفين دينياً وقد تشكلت هذه الحركة من تنظيم سري جاء من طائفة الزيلوت يعتبرها البعض أول منظمة إرهابية عرفها التاريخ وقد اورد ذكرها المؤرخ اليهودي يوسيفوس فلافيوس في كتابه تاريخ الحروب اليهودية مع الرومان الذي صدر في عام 78 للميلاد.

## أصل التسمية
اطلقت هذه التسمية السيكاري ومعناها ضاربو الخناجر ومفردها سيكاريو وهي مستمدة من كلمة سيكا أي الخنجر الصغير الخفيف حيث كان هؤلاء يستخدمون نوعا من السيوف القصيرة ومن هذه السيوف استمدوا اسم الجماعة.

## تاريخ
من المعروف والموثق تاريخياً أن مملكة يهوذا كانت تتمتع بنوع من الاستقلالية تحت حماية الامبراطورية الفارسية ولكن هذه الحالة الشبة مستقلة انتهت في عام 63 ق.م عندما اجتاحت الجيوش الرومانية فلسطين وأصبحت مملكة يهوذا تحت الحكم المباشر للرومان الذين قاموا بتنصيب القائد العسكري الرومانى هيرودس ملكاً عليها عام 37 ق.م والذي قام بفرض ضرائب باهظة على اليهود وبالرغم من موافقة أحبار اليهود على دفع الضرائب الجديدة للرومان، وأدت هذه التغييرات السياسية إلى ظهور طائفة الزيلوت وهم الثوريين الرافضين للتبعية الرومانية والرافضين لدفع الضرائب ودعا الزيلوت إلى الثورة وتحرير يهوذا نهائياً من الحكم الروماني ومن بين الزيلوت ظهرت بينهم مجموعة تقوم بعمليات الاغتيال المنظمة وكانوا يعرفون باسم السيكاري أي حملة الخناجر حيث راحت جماعة المتحمّسين الجدد السيكاري، تقتل المخالفين لتعاليمها وتسرق للإنفاق على حركتها، وبالتالي اضطر أفرادها للهرب من المدن والحياة وسط الجبال، على الرغم من تمكن الحاكم الروماني من القضاء على هذا التجمع وقتل زعيمهم يهوذا، فإن أولاده وسلالته عادوا إلى تشكيل الجماعة مرة أخرى واستمر صراعهم مع الرومان حتى تدمير الهيكل عام 70م.

## أعمالهم
كان تكتيكهم يقوم علي إخفاء هذه السيوف تحت أرديتهم ثم يندسون في زحام الاحتفالات ويتخذون من الزحام غطاءاً لهم ثم يعملون سيوفهم كيفما اتفق في المواطنين، وكانوا يهربون أثناء الهرج الذي يقع بعد الدم وصرخات الألم والموت، كان ضحاياهم هم اليهود والرومان وقد دمر السيكاري منزل الكاهن الأكبر وكانوا يخربون بيوت الأسرة الحاكمة ويشعلون النار في المكتبات العامة ويسرقون وثائق الديون ويعدمونها حتي لا يدفع المدينون ديونهم، وكانوا يضربون ويقتلون ويحرقون المنازل في وضح النهار وفي الاحتفالات والزحام، ويسممون مصادر المياه ويحرقونالوثائق من أجل إرهاب وترويع الرومان ليتركوا أراضيهم، وكان السيكاري أصحاب عقيدة دينية متطرفة تري أن الله وحده هو الحاكم ولا ولاء لأي سلطة دنيوية وإن من الخير حض الفقراء علي الثورة ضد الأغنياءوقد قام السيكارى بتفيذ عمليات قتل واغتيال دموية ضد الرومان أو ضد الخصوم الذين لا يدينون بديانتهم أو الوثنيين وقد أدت أفعال السيكاري في الرومان والمواطنين بالفوضى والاضطراب والشعور بعدم الامان، فساد الشوارع نوع من الترقب بسبب الهجمات المتكررة للسيكاري في وضح النهار وخلت الطرقات من المارة ليلاً، وقد كانت ردة فعل الرومان في مطاردة السيكاري مطاردات عنيفة مما أدى إلى خراب القدس وفرار السيكاري إلى قلعة متسادا.

## نهايتهم
في أثناء تمرد اليهود في عام 66م، هرب بعض السيكاريين إلى متسادا حيث قلعة الملك هيرودس، وقاموا بذبح الحامية الرومانية هناك ونهبوا القرى المجاورة لها بما في ذلك بعض القرى اليهودية.
وفي عام 72م، قام الحاكم الروماني سيلفا بمحاصرة متسادا بالفيلق العاشر من الجيش الروماني. وقد سجل المؤرخ اليهودي يوسيفوس شهادة امرأتين وخمسة أطفال من اليهود، هم الوحيدون الذين نجو مما حدث فيما بعد، وفي عيد حواء اليهودي في عام 73م، عندما أعلن السيكاريون بأنهم بدلاً من الاستسلام، سيقوم الرجال من اليهود بقتل زوجاتهم وأطفالهم، ثم يرمون القرعة ليختاروا عشرة رجال ليقتلوا باقي الرجال، ثم يقوم كل من هؤلاء العشرة بإغماد سيفه في جسمه ويموت، ورغم أن الاعتقادات اليهودية التي كانت سائدة في تلك الفترة كانت تحرم ان يقتل الإنسان نفسه لأي سبب.
وبحسب رواية يوسيفوس أيضا بلغ عدد من ماتوا في هذه الواقعة 960، ولم يبق منهم سوى امرأتين وخمسة أطفال، كانوا مختبئين في إحدى الفجوات تحت الأرض. وفي صباح اليوم التالي خرج الرومان للاستيلاء على قلعة ماسادا والقبض على من بها من السيكاري، ففوجئوا بأنه لم يكن هناك من يعترض طريقهم، ولم يدروا ما الذي حدث حتى خرجت المرأتان ومعهما الأطفال وأخبرتا الرومان بقصة الانتحار، ولم يستطع الرومان تصديق الرواية إلا بعدما عثروا على الجثث المذبوحة.
ومن تبقى من السيكاريين فروا في مجموعات إلى الإسكندرية وثيبس (هي مدينة مصرية قديمة توجد أثارها بالقرب من مدينتى الأقصر والكرنك القديمتين وكانت إحدى عواصم مصر القديمة).